# Sol'Faur Spurcatu
Sol'Faur Spurcatu (...) è un chitarrista rumeno, celebre per essere componente della band black metal Negură Bunget dal 1997.

## Biografia
Della vita privata di Sol'Faur Spurcatu, come pure di quella dei restanti componenti dei Negură Bunget, non si è a conoscenza. Egli fu ingaggiato da Negru e Hupogrammos Disciple nel 1997 come chitarrista della band black metal Negură Bunget che sarà il suo gruppo principale e col quale pubblicherà ad oggi un totale di 6 album.

## Discografia

### Mini-cd
- 1998 - Sala Molksa
- 2005 - Inarborat Kosmos

### Album
- 2000 - Măiastru Sfetnic
- 2002 - 'N Crugu Bradului
- 2006 - OM

### Raccolte
- 2004 - Negură Bunget Box